# Calophaca
Genre
Calophaca est un genre de plantes à fleurs dicotylédones de la famille des Fabaceae, sous-famille des Faboideae, originaire d'Eurasie, qui comprend neuf espèces acceptées.
Ce sont des arbustes ou arbrisseaux aux feuilles composées imparipennées et aux fleurs papilionacées jaunes.

## Liste d'espèces
Selon The Plant List (9 novembre 2018) :
- Calophaca chinensis Boriss.
- Calophaca grandiflora Regel
- Calophaca pskemica Gorbunova
- Calophaca reticulata Sumnev.
- Calophaca sericea Boriss.
- Calophaca sinica Rehder
- Calophaca soongorica Kar. & Kir.
- Calophaca tianschanica (B.Fedtsch.) Boriss.
- Calophaca wolgarica (L.f.) DC.